# Rua

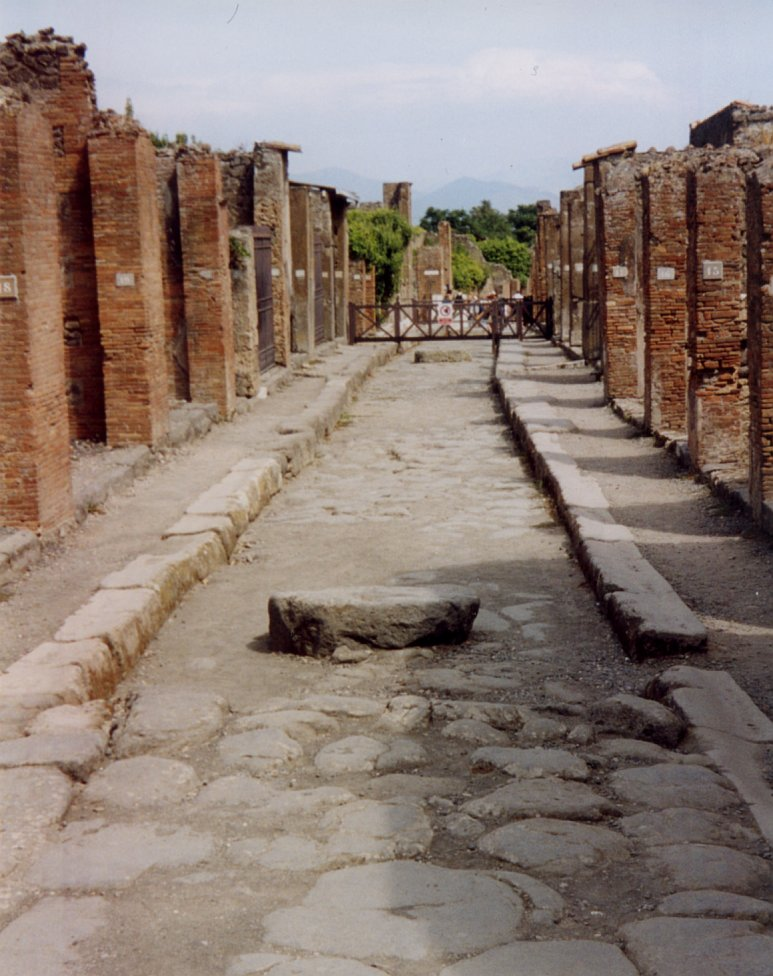
Rua da cidade romana de Pompeia

Uma rua (do latim ruga, posteriormente "sulco, caminho") é normalmente entendida como um espaço público no qual o direito de ir e vir é plenamente realizado. Entretanto, o conceito também é aplicado a espaços que se assemelhem a ela, como ruas internas em condomínios de acesso privado ou mesmo em corredores internos de centros comerciais.

## Etimologia
É interessante destacar que a palavra rua tem como base o mesmo termo latino adotado para se designar as rugas que compoem as marcas de envelhecimento no ser humano. Isso decorre do fato de que as primeiras ruas criadas nos antigos vilarejos formavam vincos na paisagem, tais quais as rugosidades presentes no rosto humano.

## Descrição
Popularmente, uma rua é entendida pela presença nela de duas ou mais calçadas (ou passeios, destinadas ao trânsito de pedestres) e um ou mais leitos de tráfego de veículos (normalmente automóveis). A rua também costuma ser imaginada como o vazio configurado pelas construções presentes em cada um de seus lados. Ruas de grandes dimensões transversais e que suportam grandes quantidades de tráfego são chamadas popularmente de avenidas, embora este título oficialmente varie de acordo com a legislação local.

## Funcionalidade
Do ponto de vista dos sistemas viários, as diferentes ruas podem ser categorizadas de maneiras diversas. Esta classificação, no entanto, diz respeito mais ao conceito de via: normalmente, a rua possui um certo sentido de urbanidade e de identificação com seus transeuntes, a qual pode não existir em outras vias destinadas exclusivamente ao tráfego. Ou seja, a rua, além de espaço de passagem, é também um espaço de permanência, mesmo que não permanente. Em outras palavras, normalmente se considera que uma via deixa de ser uma rua quando se perde a presença do pedestre (ou da urbanidade). Neste sentido, uma via expressa poderia não ser considerada uma "rua". Quanto ao seu papel na mobilidade de uma cidade, a rua também pode ser classificada como via local (ou capilar), via coletora, via arterial e via expressa.

## Galeria

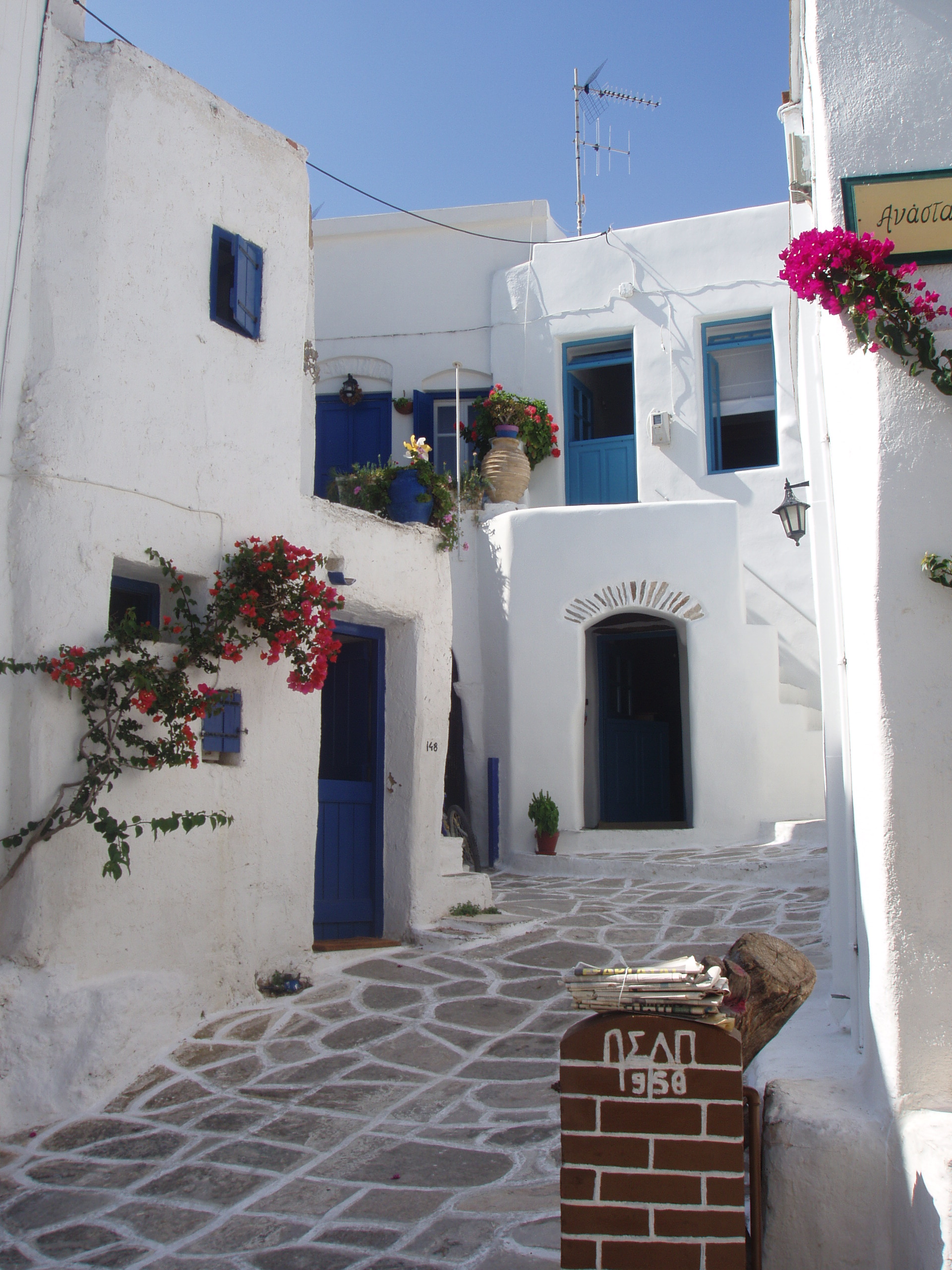
Uma rua da ilha grega de Paros (povoado de Lefkes)
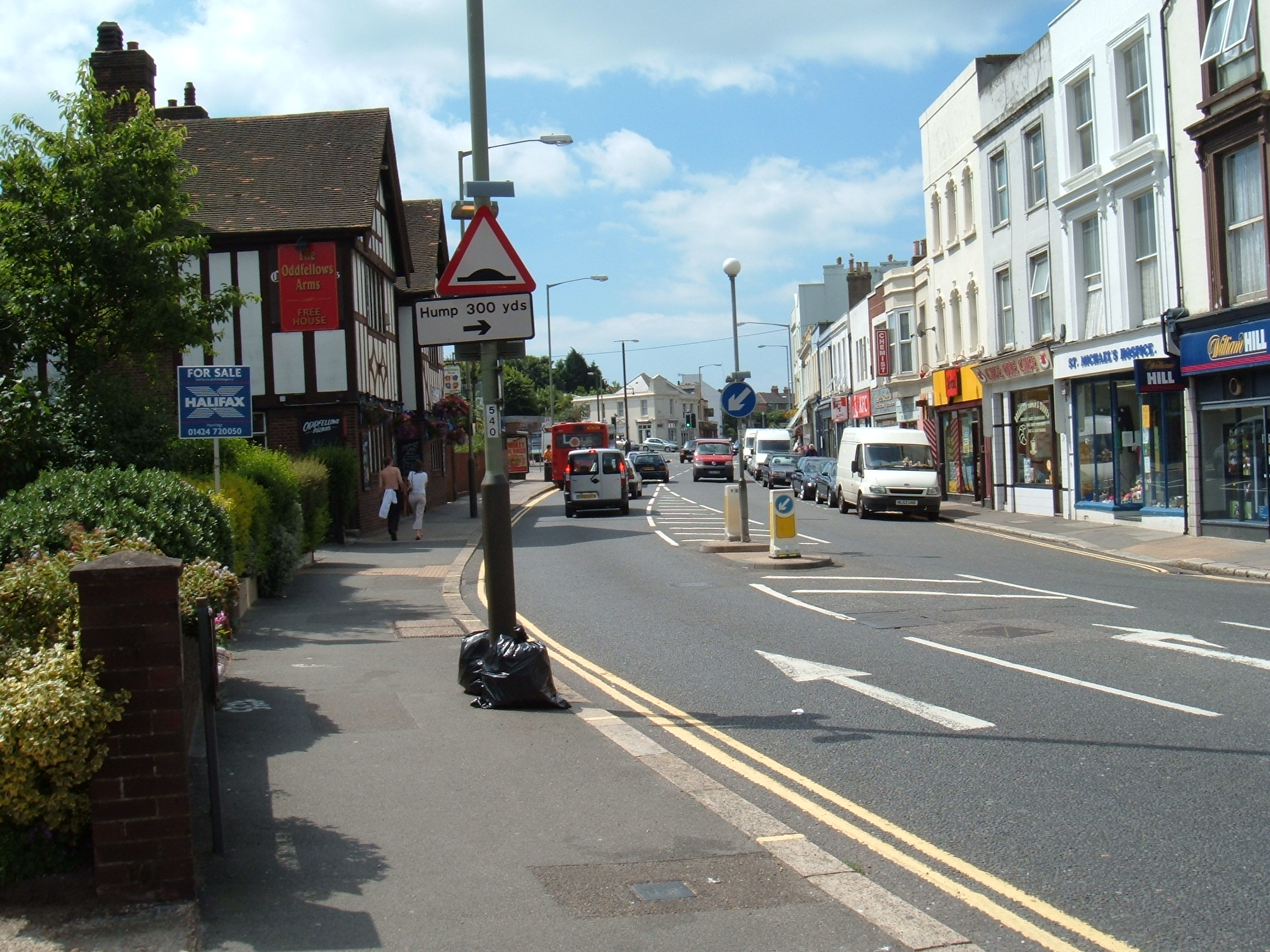
Uma rua da Inglaterra
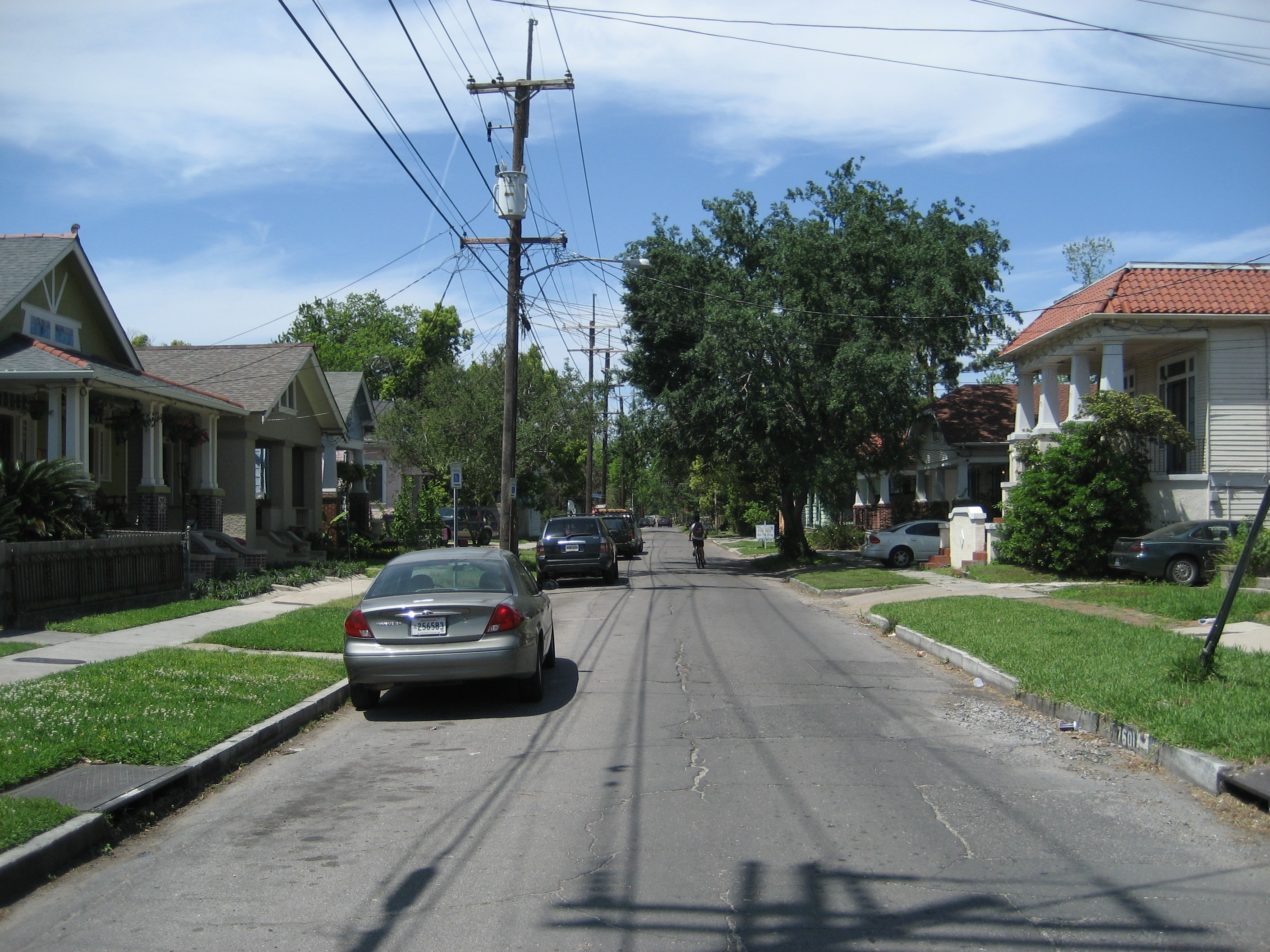
Rua de um bairro residencial nos Estados Unidos
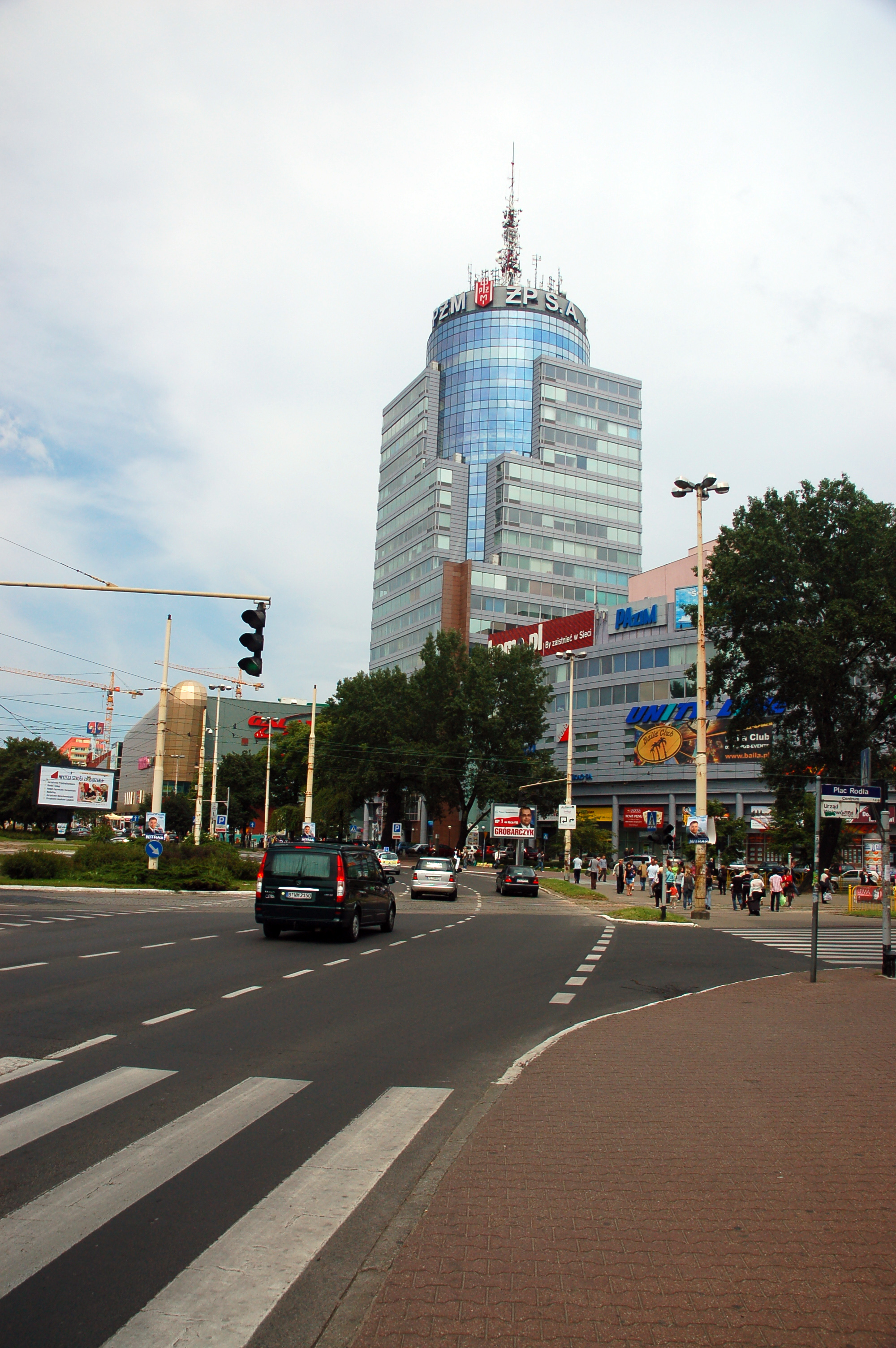
Rua em Estetino, Polónia
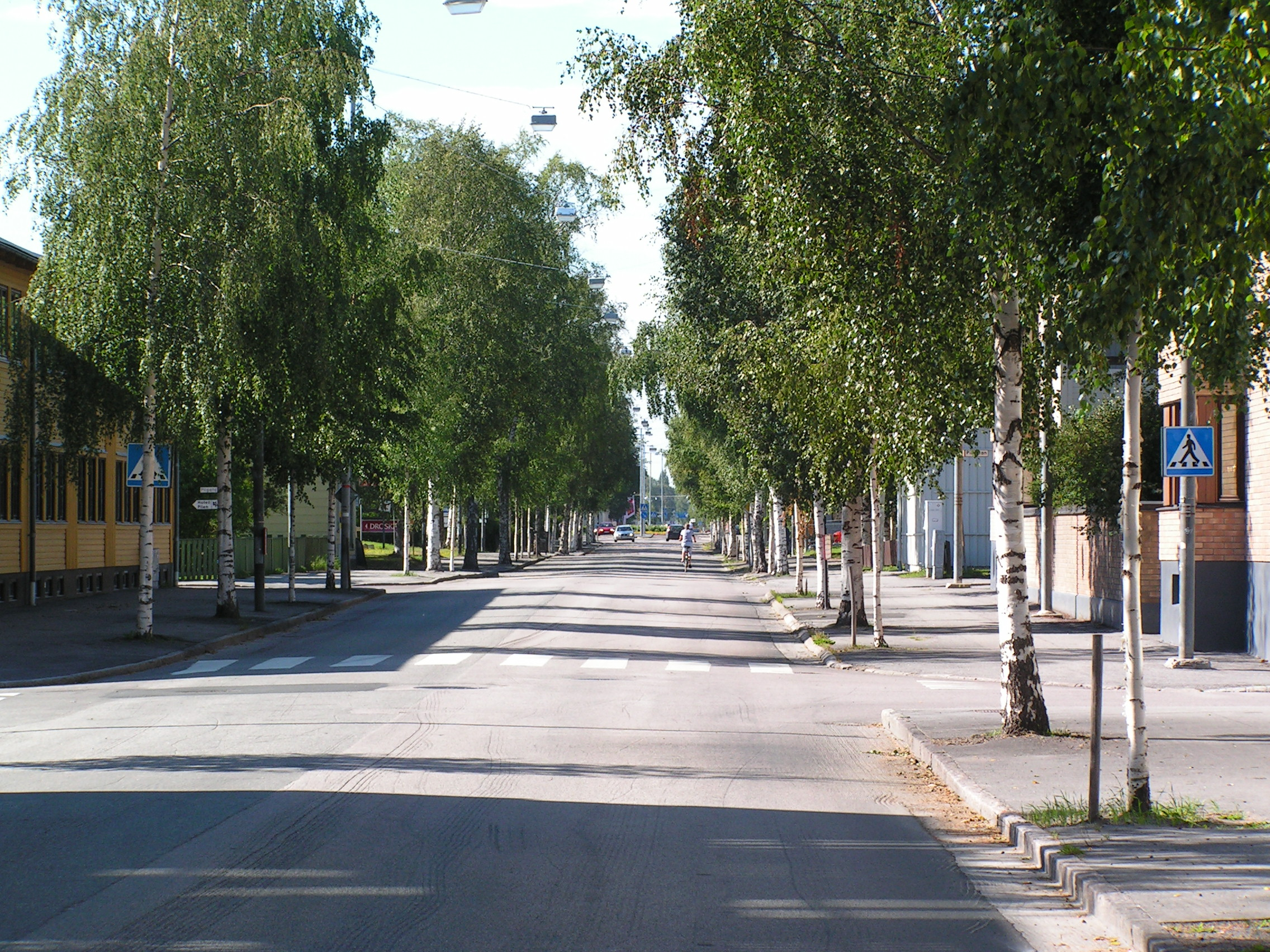
A rua Storgatan em Umeå, na Suécia